# Памятник воину-освободителю (Петропавловск)
Памятник воину-освободителю — памятник в парке Победы в городе Петропавловск.
Установлен в 2015 году в честь 70-летия Победы.
Высота памятника вместе с основанием — 4,5 метра.
Автор — скульптор Светлана Брютова. По словам автора, скульптура советского солдата с ребёнком на руках выполнена по прототипу памятника «Воин-освободитель» в берлинском Трептов-парке.